# The Difference Engine
A Maquina diferencial é um romance de história alternativa escrito por William Gibson e Bruce Sterling. Ele é amplamente considerado como um livro que ajudou a estabelecer as convenções do gênero de steampunk.
O livro retrata uma Grã-Bretanha vitoriana onde uma grande mudança tecnológica e social ocorreu graças ao inventor empreendedor Charles Babbage conseguir construir um computador mecânico (na verdade, sua máquina analítica em vez de máquina diferencial).
O romance foi indicado para o prêmio da ficção científica britânica em 1990, o Nebula Award de Melhor Romance, em 1991, tanto John W. Campbell Memorial Award e o Prix Aurora Award em 1992.